# WWE Performance Center
WWE Performance Center es la escuela de formación oficial de lucha libre profesional de WWE, así como también el lugar de entrenamiento para los talentos en formación de la compañía, una escuela de ciencias deportivas e instalación deportiva médica que está ubicado en Orlando, Florida, y fue inaugurado el 12 de julio de 2013. No está abierto al público en general y se encuentra dentro de la Universidad Full Sail. También es el lugar donde se realizan los programas semanales en vivo de NXT Wrestling y donde se realizaron los primeros eventos de NXT TakeOver entre 2014 y 2016 y el primero de NXT, NXT Arrival, en 2014, siendo las únicas ocasiones donde el escenario tiene espectadores pero con acceso solamente a 400 personas en el ring de lucha. El 2 de diciembre de 2015, WWE otorgó acceso total a unos miembros seleccionados del público asistente a NXT para que conozcan sus instalaciones. Fue la sede de las dos veladas nocturnas de WrestleMania 36 debido a la reubicación hecha por WWE del Raymond James Stadium en Tampa, Florida, producto de la pandemia mundial de coronavirus de 2019-2020 que terminó afectando gravemente a Estados Unidos, razón por la que el evento se realizó sin público asistente. En este lugar, WWE comenzó a realizar los shows semanales sin público de Raw, SmackDown, Main Event y 205 Live, además de NXT, desde marzo de 2020 que el COVID-19 se esparció en Norteamérica. También se han estado realizando en este lugar, debido a la emergencia sanitaria, todos los eventos PPV de WWE sin público, desde Money in the Bank 2020.

## Background
El WWE Performance Center es la sede del sistema del talento nuevo de WWE, NXT Wrestling. El complejo cubre 8.000 m² que incluyen rings, gimnasios, programas de rehabilitación y programas de entrenamiento de resistencia y fuerza de clase mundial, además de espacios donde los anunciadores del ring pueden practicar como si estuvieran en una arena normal pero sin público. Después de su apertura, el personal de WWE que trabajaba en el antiguo territorio de desarrollo de Florida Championship Wrestling (FCW) y que pasó a trabajar con NXT, fue transferido al Performance Center. Los equipamientos del ring y otros materiales utilizados con los logos de FCW en Tampa, Florida, fueron destruidos el 28 de junio de 2013; ese mismo día, WWE decidió mantener el resto del equipamiento sin logos de FCW y trasladarlo a Orlando. Entre los equipos trasladados al Performance Center están unas cámaras de efecto ultra lento y de efectos especiales para movimientos aéreos.
La apertura del centro deportivo fue hecha por Paul "Triple H" Levesque, Vicepresidente Ejecutivo de Talentos y Eventos en vivo de WWE; Stephanie McMahon, Vicepresidente Ejecutiva Creativa de WWE; Ken Goldstone, Ejecutivo de Operaciones de la Universidad Full Sail; John P. Saboor, Vicepresidente Ejecutivo de Eventos Especiales de WWE; y Rick Scott, gobernador de Florida. Scott declaró: "Amo todo lo que trae trabajos a nuestro estado. Ellos traen todo ese talento aquí. Cualquiera, cuando venga a trabajar aquí, querrán quedarse aquí. Cualquier trabajo es importante."